# Dagestanische Felseidechse
Die Dagestanische Felseidechse (Darevskia daghestanica) ist eine Art der Kaukasischen Felseidechsen innerhalb der Familie der Echten Eidechsen. Sie lebt im östlichen Kaukasus.

## Merkmale
Die Oberseitenfärbung ist bei beiden Geschlechtern bräunlich-grau, gelbbraun oder dunkelgrau, selten grünlich. Auf der Rückenmitte verläuft ein breites, sehr dunkles Längsband mit gesägten Rändern, das jederseits von hellen Längsstreifen begrenzt wird. Die auf dem Rückenband befindlichen dunklen Punkte oder Flecken sind unregelmäßig angeordnet. Die Flankenbänder sind meist einfarbig dunkelbraun. Mit Kopf-Rumpf-Längen von bis zu 54 mm bei den Männchen und bis zu 58 mm bei den Weibchen ist die Art kleiner als die Kaukasische Felseidechse (Darevskia caucasica), von der sie sich durch einen in der Regel fehlenden grünen Rücken bei den Männchen, sowie das an den Rändern gesägte Rückenband unterscheidet.

## Verbreitung
Die Art findet sich in den nördlichen Ausläufern des östlichen Großen Kaukasus. Die Verbreitung reicht von der Darialschlucht in Nord-Ossetien im Westen bis nach Dagestan im Osten, wo sie in der Südhälfte weit verbreitet ist. Nördlichste Fundorte sind hier Nowolakskoje und das Bergmassiv Tarki-Tau bei Machatschkala nicht weit vom Westufer des Kaspischen Meeres. Isolierte Populationen sind vom Südhang des Großen Kaukasus in Süd-Ossetien bekannt geworden.

## Lebensraum
Die Lebensräume dieser Art ähneln denen der Kaukasischen Felseidechse insofern, als beide Arten gesteinsgeprägte Bereiche, z. B. von Felsen durchwachsene Flächen und Geröllhalden bevorzugen. In Dagestan ist die Dagestanische Felseidechse jedoch viel weiter verbreitet als D.caucasica und reicht hier von 500 m bis über 2800 m über NN, während letztere auf den Kaukasus-Hauptkamm in Höhen von 1700 bis 2900 m beschränkt bleibt. Stellenweise kommt es in der Höhe zur Überlappung beider Arten und zur Bildung von Mischpopulationen.

## Lebensweise
Über die Jahresaktivität ist nichts bekannt, vermutlich ähnlich wie bei der Kaukasischen Felseidechse. In Dagestan finden die Paarungen hauptsächlich Ende April/Anfang Mai statt. In Höhenlagen von 2500 m wird im Juni/Juli ein Gelege mit 2–4 Eiern abgesetzt. Diese sind ca. 13–14 mm lang und 6 mm breit. Über Nahrung und Feinde sind keine Daten bekannt, vermutlich auch hier ähnlich wie bei der Kaukasischen Felseidechse.

## Gefährdung
Die IUCN listet die Art als nicht gefährdet (least concern) mit einer stabilen Population. Die Art ist weit verbreitet und vielerorts häufig. Die Populationsdichte kann stellenweise mehrere Hundert Individuen pro ha erreichen.